# ロバート・ステッドワード
ロバート・ステッドワード（Robert (Bob) Daniel Steadward、1946年5月26日 -）は、カナダのスポーツアドミニストレーター、スポーツ科学者、経営家、作家、カウンセラー、コンサルタント、コミュニティボランティア。国際パラリンピック委員会（IPC）の初代会長を1989年から2001年まで務めた。

## 人物
サスカチュワン州エストン生まれ。ルーサーカレッジを卒業後、はじめアルバータ大学で歯学を学ぶが、一度放棄し、後に同大学で体育学を学び、オレゴン大学で博士号を取得した。カッパ・シグマ・フラタニティ（イプシロンアルファ・チャプター）の会員である。

### 障害者スポーツ
1960年代のアルバータ大学在学中から車椅子バスケットボールの指導に携わり、1968年にはアルバータ大学で開催された最初のカナダ車椅子スポーツ全国選手権の開催を支援した。また、水泳や陸上競技の指導も行った。1970年にはアルバータ大学において運動生理学、解剖学、運動傷害を専門とする教員となり、2001年まで務め、その後名誉教授となった。
1971年にはアルバータ車いすスポーツ協会を設立した。1972年のハイデルベルクパラリンピックや1976年のトロントパラリンピック等では、カナダ代表チームの運営に携わった。また、1981年にカナダ障害者スポーツ団体連盟（CFSOD）が設立されるとその運営に携わり、1984年から1990年まで会長を務めた（会長退任後の1993年にCFSODはカナダパラリンピック委員会に改称した）。
1978年には、アルバータ大学に身体障害者のためのトレーニングセンターと研究機関を設立した（同センターは2000年11月に「個人的・身体的達成のためのステッドワードセンター」に名称を変更した）。
また、1979年に身体障害者のためのカナダスポーツ基金を創設して1989年まで代表を務めている。

### 初代国際パラリンピック委員会会長

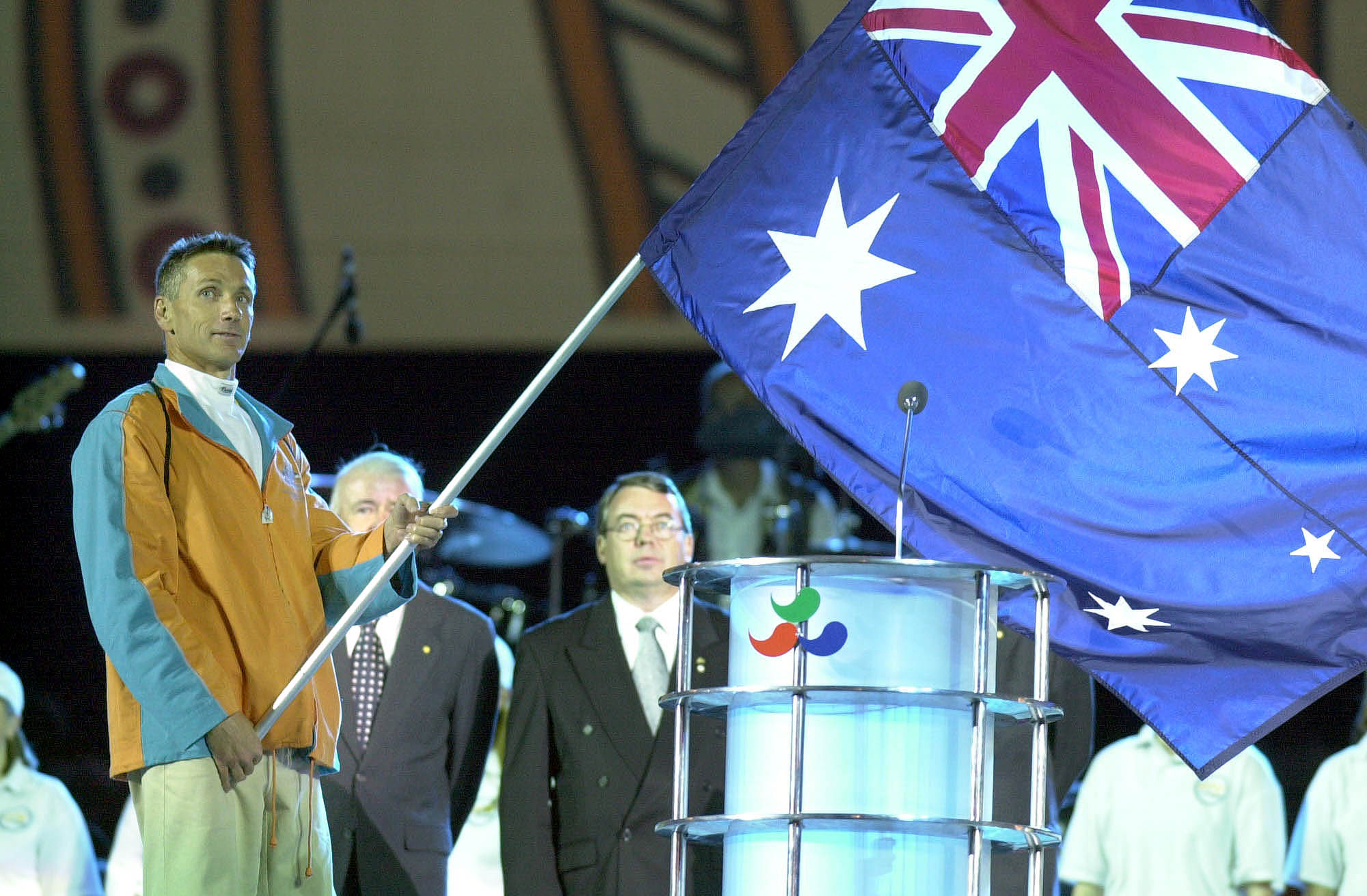
ロバート・ステッドワードと2000年のシドニーパラリンピックの開会式のときに、旗手のブレンダン・バーケットによってステージに持ってこられたオーストラリア国旗

1982年には国際調整委員会（ICC）が発足し、パラリンピックの運営等を行っていたが、ICCは複数の障害者スポーツ団体の代表らによって組織されており、実働組織として十分に機能していなかった。また、競技性の高いスポーツ大会を望む競技者からの不満が発生していた。1983年から1984年にかけて、ステッドワードとCFSODは障害者スポーツの新たな体制（民主的な国内組織の代表による、医療やリハビリテーションの構造ではなく、スポーツの構造に基づいて設計された組織）を提案した。そこで1987年にオランダのアーネムで会議が開かれ、統一的な組織の創設に向けた特別委員会が設置された。その後、1989年9月22日にドイツのデュッセルドルフの会議でIPCが設立されると、ステッドワードは初代会長に選出された。
ステッドワードは会長として組織の体制構築や加盟団体の拡大等を進めた。ステッドワードの在任中、IPC加盟国は37か国から172か国に増加した。
障害者スポーツの競技力向上を図るため、1993年にカナダのアルバータ州ジャスパーで障害を持つアスリートのスポーツに関連する問題についての競技者や研究者らによる会議（VISTA'93）を開催した。1999年にドイツ体育大学ケルンで第2回VISTA会議が行われた。
2000年には国際オリンピック委員会のサマランチ会長との間で「オリンピック開催国は、オリンピック終了後、引き続いてパラリンピックを開催しなければならない」との基本的合意に至った。その後、2001年6月19日にはスイスのローザンヌで、IOCとIPC協力関係に関する合意を行った。
IPC会長職を3期12年務めた後、2001年にフィリップ・クレーブンに引き継ぎ、自身は名誉会長となった。

### 会長退任後
2000年には国際オリンピック委員会の委員にも選ばれ、2003年まで務めた。
2005年にエドモントンで開催されたワールドマスターズゲームズの理事や、2010年バンクーバーオリンピック・パラリンピックの招致委員会の理事を務めた。また、スポーツ・エージェントや、プロロデオの団体の会長、カントリーミュージシャンのエージェント等を務めた。
2020年にはカナダパラリンピック財団名誉理事となった。

## 受賞歴
- 1984年 - アルバータスポーツ殿堂（英語版）[4][13]
- 1995年 - ロバートジャクソン賞[13]
- 1995年 - キング・クランシー賞[4][13]
- 1996年 - エドモントン市スポーツ殿堂[13]
- 1999年 - カナダ勲章（オフィサー）[4][13][14]
- 2001年 - パラリンピック・オーダー[15]
- 2001年 - ベルギーのルーヴェン・カトリック大学から名誉法学博士号を授与される[7]。
- 2002年 - テリーフォックス栄誉殿堂（現カナダ障害者殿堂（英語版））[4][13]
- 2002年 - エリザベス2世ゴールドジュビリーメダル（英語版）[4][7]
- 2002年 - アルバータ大学スポーツ殿堂[16]
- 2007年 - カナダスポーツ殿堂[4][13]
- 2008年 - オリンピック・オーダー（英語版）（銀賞）[4][11]
- 2009年 - マキュアン大学（英語版）から名誉学位を授与された[17]。
- 2010年 - アルバータ褒章（英語版）[2][4][18]
- 2010年 - カナダスポーツツーリズムアライアンス会長賞[4]
- 2012年 - エリザベス2世ダイヤモンドジュビリーメダル（英語版）[19]
- 2020年 - カナダ勲章（コンパニオン）[4][14][20]